# Karl Gustav, Varbergs kommun
Karl Gustav är kyrkbyn i Karl Gustavs socken och en småort i Varbergs kommun, Hallands län, cirka 30 kilometer nordost om kommunens centralort Varberg.
I byn ligger Karl Gustavs kyrka.
I december 2005 meddelades ett kungligt tillstånd då de sedan 2000 sammanslagna klubbarna Karl Gustavs BK/Kungsäters IF fick medgivande att använda namnet Kung Karl Bollklubb, ett önskemål som tidigare avvisats i alla fotbollsinstanser. Laget har på tre år gått från Fotbollsallsvenskans sjunde till fjärde division i Halland och spelar sedan 2006 under sitt nya namn.